# CJMS (1040 kHz)
Pour les articles homonymes, voir CJMS.
CJMS était une station de radio québécoise émettant sur la bande AM à 1 040 kHz depuis Saint-Constant, en Montérégie (banlieue de Montréal).
La station diffusait avec une puissance diurne de 10 000 watts et une puissance nocturne de 5 000 watts, en utilisant une antenne directionnelle avec le même diagramme directionnel jour et nuit pour protéger WHO (AM) (en) à Des Moines, Iowa. La station transmettait à partir du même site que CKGM utilisait lorsqu'elle était sur la fréquence 980 kHz près de l'autoroute 30 à Saint-Constant.
La station diffusait de la musique country, des émissions d'affaires publiques, de l'actualité, des lignes ouvertes, des émissions d'intérêt général et des infopublicités. Bien qu'elle se présentait comme une station au format country, elle était généralement considérée comme une station de ligne ouverte/infopublicité qui diffusait de la musique country dans des moments non importants de la journée.

## Histoire
Au départ, Michel Mathieu et André Turcôt voulaient obtenir la fréquence désertée par  CJMS 1280, mais le CRTC a autorisé cette fréquence à la station CFMB (en), une station de radio multiethnique fondée à Montréal en 1962.
En novembre 1997, ils sont revenus à la charge en demandant la fréquence 1 320 kHz, qui appartenait à la station CJSO, de Sorel.
Le 28 septembre 1998, Michel Mathieu, au nom d'une société devant être constituée, la station a été approuvée à la fréquence 1 320 kHz, avec une puissance d'émission de jour de 5 000 watts et une puissance d'émission de nuit de 3 000 watts,.
En novembre 1998, à cause des effets destructeurs du verglas de janvier 1998, qui a couché au sol cinq des six anciennes tours de transmissions de CKGM, Michel Mathieu et André Turcôt, qui devaient reconstruire deux tours et pour être mieux servis, sont retournés devant le CRTC pour demander la fréquence 1 040 kHz, jadis occupée par la station CFZZ de Saint-Jean-sur-Richelieu, ayant déjà appartenu à Michel Mathieu; le CRTC a donné sa réponse en mars 1999,.

Premier logo de CJMS.

Le 25 avril 1999, date de l'anniversaire de CJMS 1280, la mise en ondes de CJMS Country a débuté à la fréquence 1 040 kHz, avec une puissance d'émission de jour de 5 000 watts et une puissance d'émission de nuit de 1 100 watts. L'érection d'une troisième tour permettrait de gonfler la puissance, la nuit, de 1 100 à 3 000 watts,.

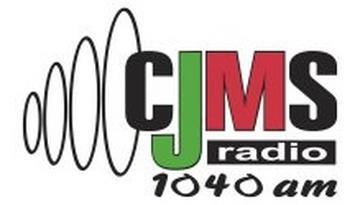
Logo de CJMS sous la propriété d'Alexandre Azoulay.

En 2001, Michel Mathieu a vendu sa participation de 60 % dans CJMS à Alexandre Azoulay, par l'intermédiaire de sa société Médialex Communications Inc.
Pendant une période de plusieurs années commençant au début des années 2000, CJMS a connu des antécédents de non-conformité chronique de ses conditions de licence. De telles violations comprennent le défaut de soumettre des bandes-témoins, de soumettre des rapports annuels, de respecter les quotas de musique de langue française, de fournir une contribution appropriée au développement des talents canadiens, de diffuser des nouvelles locales et de fournir une liste de ses pièces musicales.
Le 5 novembre 2013, le CRTC a convoqué les propriétaires de la station à une audience à son siège social de Gatineau pour discuter de ses actions, en raison de la non-conformité continue de la station,. Lors de l'audience, le propriétaire de la station Alexandre Azoulay a affirmé que la non-conformité était due à son père, atteint de démence. Il a également mentionné qu'il était également en train de vendre CJMS à un autre radiodiffuseur qui possédait une autre station dans la région, bien qu'il ait refusé de dire qui était ce parti. Le conseil a ensuite expliqué que le CRTC ne transfère ni ne modifie habituellement les licences des stations dont la conformité a été jugée non conforme. Azoulay a alors accepté de fournir la documentation de la vente à la Commission dans les 24 heures suivant l'audience.
Le CRTC pouvait, dans les deux mois suivant l'audience, imposer des sanctions à la station, voire exiger que sa licence soit suspendue, non renouvelée ou annulée. Il pouvait aussi décider d'accepter ou non la vente, ou d'obliger l'acheteur à demander une nouvelle licence.
En septembre 2014, il a été annoncé que Groupe Médias Pam Inc., propriétaire de la station ethnique CJWI 1410 AM, avait l'intention d'acquérir la station; sa décision serait rendue à la suite d'une audience du CRTC le 12 novembre 2014 à Gatineau. Le Groupe Médias Pam prévoyait de conserver le format country, bien qu'il eût l'intention de rendre la station plus commercialisable pour les jeunes auditeurs, ainsi que de diffuser en simultané CJWI pendant les périodes de pointe. CJMS et CJWI partageaient un site de diffusion à Saint-Constant; la vente ramènerait la propriété sous un seul propriétaire.
Le 11 décembre 2014, la vente a été approuvée par le CRTC, qui à cette date, a été renommée 1040 AM, L'authentique. La licence de CJMS a également été renouvelée jusqu'au 31 août 2017 - une durée plus courte que d'habitude, en raison de violations subies sous la propriété d'Azoulay.
Le 31 juillet 2020, à cause de manquements de nature administrative, des plaintes selon lesquelles le contenu de CJWI, dont la programmation s'adressait principalement à la communauté haïtienne, était diffusé en simultané à heures de grande écoute à CJMS, et que la station continuait de diffuser des messages et des promotions où on entendait la voix d'un ancien animateur décédé deux ans auparavant[Qui ?], le CRTC a refusé le renouvellement de la licence de la station, lui ordonnant de cesser de diffuser le 31 août 2020,,.
Le 1er septembre 2020 à minuit, CJMS a cessé de diffuser à la fréquence 1 040 kHz; cependant, quelques heures plus tard, la station a repris ses ondes lorsque Groupe Médias Pam a obtenu un sursis pour continuer à diffuser jusqu'à ce que la cause soit entendue en appel,. Le 10 septembre 2020, à 17 h 29, la station a de nouveau cessé d'émettre, pour reprendre la diffusion une fois de plus le 28 septembre 2020.
Pendant ce temps, la station a lancé un streaming en ligne nommé CJMS 2.0 avec un format de musique country.
Le 22 décembre 2020, CJMS 1040 AM a de nouveau cessé d'émettre - cette fois, définitivement. Un panel de trois juges de la Cour d'appel fédérale a rejeté une demande du propriétaire de CJMS, Groupe Médias Pam Inc., pour obtenir l'autorisation d'en appeler d'une décision du CRTC refusant de renouveler la licence de la station. Les juges Marc Nadon, Richard Boivin et Marianne Rivoalen ont rejeté la demande de CJMS d'annuler la décision et de maintenir la station en ondes.